# Rafael Yela Günther
Pour les articles homonymes, voir Günther.
Rafael Yela Günther, né le 8 septembre 1888 et mort le 17 avril 1942, est un peintre et sculpteur guatémaltèque.

## Biographie

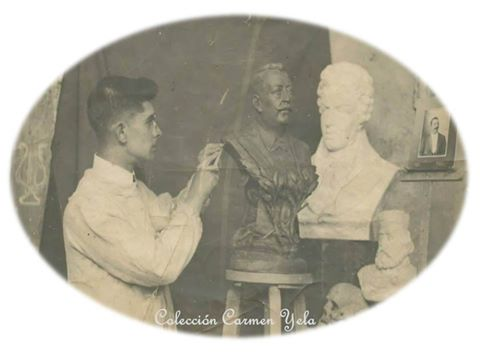
Yela Günther travaillant dans son studio. Photographie de Carmen Yela.

Yela découvre la sculpture par l'enseignement de son père Baldomero Yela Montenegro (1859-1909), un sculpteur de marbre, et ensuite avec le vénézuélien Santiago González (1850-1909). Par la suite, il apprend les techniques de la fonte du bronze avec l'artiste italien Antonio Donineli. Très tôt dans sa vie professionnelle, il fait la rencontre d'artistes notables dont Carlos Mérida, Carlos Valenti et Jaume Sabartés. Avec ceux-ci, il forme ce qui sera connu sous le nom de génération 1910 au Guatemala.
Vers 1921, alors désappointé de la destitution du président Manuel Estrada Cabrera par le Parti unioniste et pour lequel il avait activement milité à Quetzaltenango, Yela Günther s'installe à Mexico où il fait la rencontre de Diego Rivera et entre alors en contact pour la première fois avec l'art maya et aztèque avec l'aide de l'archéologue Manuel Gamio. Pendant plusieurs années sous les recherches anthropologiques et archéologiques de Gambio auxquelles Yela Günther participe, de nombreux intellectuels de partout à travers le monde se dirigent vers Teotihuacan. Yela Günther travaille pour Gambio de 1921 à 1925.
À Teotihuacan, il exerce plusieurs tâches dont le projet de vaste auditorium, de murales et de sculptures, dont la Tríptico de la Raza. Concernant l'auditorium, en plus de sa construction, il s'occupe de la décoration aux motifs autochtones sous l'influence de Diego Rivera. Après avoir complété le bâtiment, Yela continue de travailler au Mexique entre autres pour l'ancien secrétariat de l'Anthropologie. Son travail amena Rivera à dire que Yela Günther était le meilleur représentant de la sculpture mexicaine à cette époque.
En 1926, Gamio doit quitter le Mexique à la suite d'accusations de corruption de ses supérieurs. Après un passage à New York, il remercie Yela qui était alors son secrétaire privé et s'installe ensuite à Guatemala. Il travaille ensuite sur les ruines de Kaminaljuyú. Dans cette ville maya, ils réalisent plusieurs puits stratigraphiques qui seront par la suite utilisés par Alfred V. Kidder pour l'excavation systématique du site.
De 1927 à 1930, Yela s'installe aux États-Unis où il travaille pour l'archéologue Edgar Lee Hewett (en) qui avait déjà travaillé au Guatemala sur les ruines mayas de Quiriguá, ainsi que d'avoir été un mentor pour de fameux archéologue dont Kidder et Sylvanus Morley. En 1930, Yela revient au Mexique pour y travailler comme attaché culturel de l'ambassade guatémaltèque  et, en 1935, le gouvernement du général Jorge Ubico Castañeda le nomme directeur de la Escuela Nacional de Artes Plásticas "Rafael Rodríguez Padilla" (en) (Académie d'arts plastiques Rafael Rodríguez Padilla (en)). Il y travaille jusqu'à son décès en 1942.
Sa relation avec Ubico entraîne des opinions divergentes. Alors qu'Ubico est un dirigeant despotique qui ne tolère aucune opposition, celui-ci était mécène en matière culturelle et s'intéressait beaucoup au muralisme mexicain. Les années que Yela a passées avec Gamio semblent avoir contribué à répondre aux attentes d'Ubico et permis à Yela de gagner décemment sa vie, ce que l'art était l'un des rares moyens par lequel y parvenir au Guatemala à cette époque.

## Œuvres
- Monument à José Francisco Barrundia, Cimetière de Guatemala, 1905/1906
- Monument à Isabella I de Castile, Guatemala City, 1915
- Triptych of the Races, Teotihuacan, Mexico, 1922 (détruit dans les années 1960)[8]. À son propos, Gamio disait que Yela Günther avait dressé trois portraits synthétisant la vie en graphie et en symbolique à Teotihuacan durant ses trois évolutions[8].
- A family on its way to the market, Teotihuacán, Mexico, 1925[5]
- Monument aux fondateurs de l'Amérique centrale (Obelisco de la Independencia (Obélisque de l'Indépendance), 1934/1935[9]
- Tombe du pionnier de l'air Jacinto Rodríguez Díaz, 1932
- Monument Justo Rufino Barrios, 1941 : large sculpture de 15 mètres de haut dans le parc central de Quetzaltenango et inauguré par le président Jorge Ubico.
- Statue de Tecun Uman, chef du XVIe siècle du peuple Quiché Maya, Quetzaltenango, Guatemala.

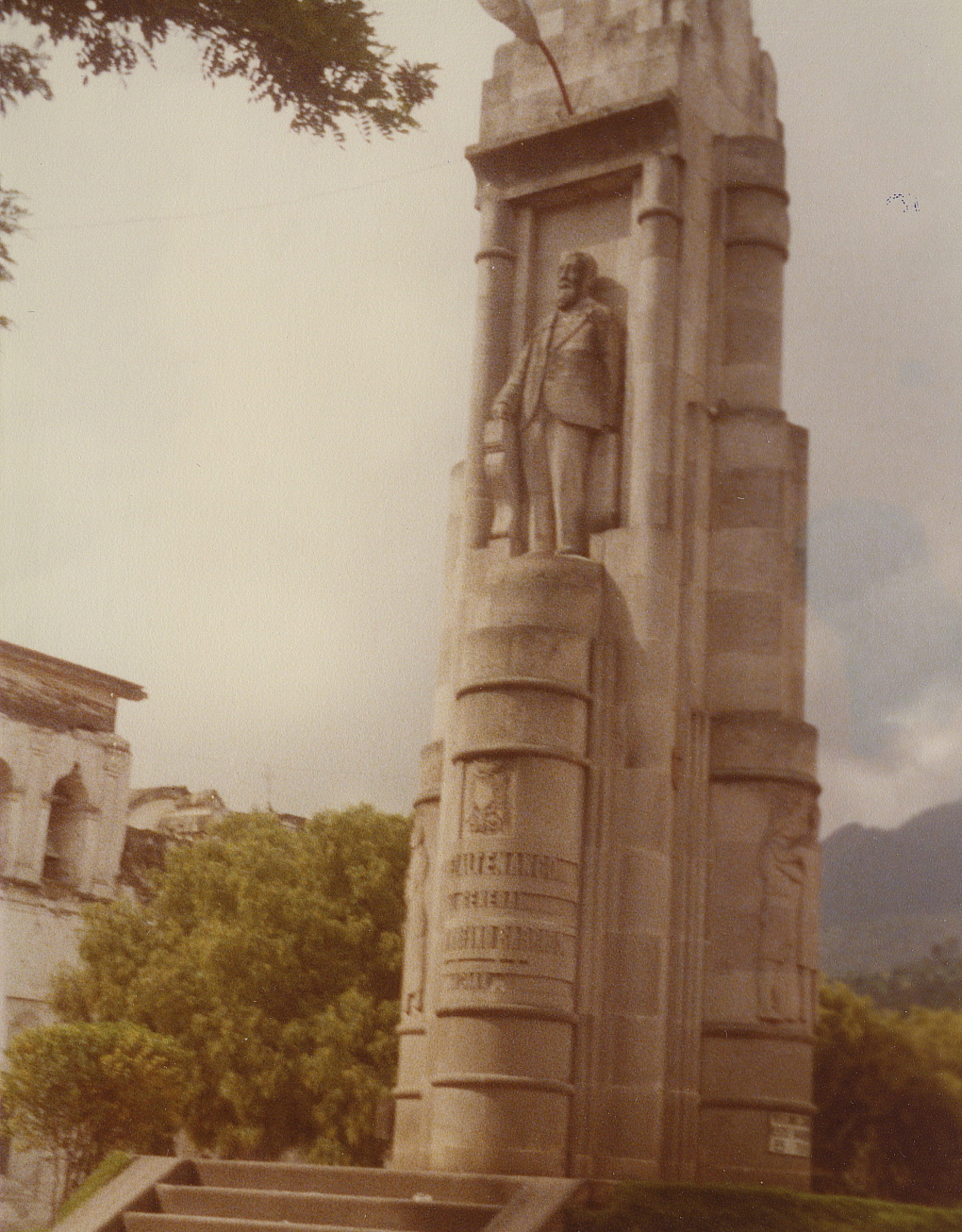
Monument du Président Justo Rufino Barrios à Quetzaltenango.
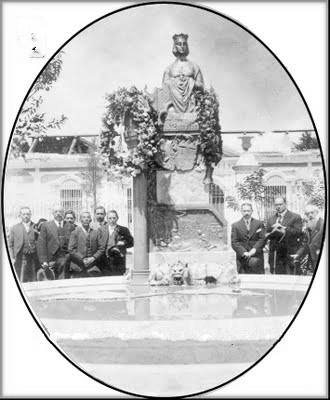
Monument d'Isabelle la Catholique, durant une cérémonie d'ouverture en 1915.
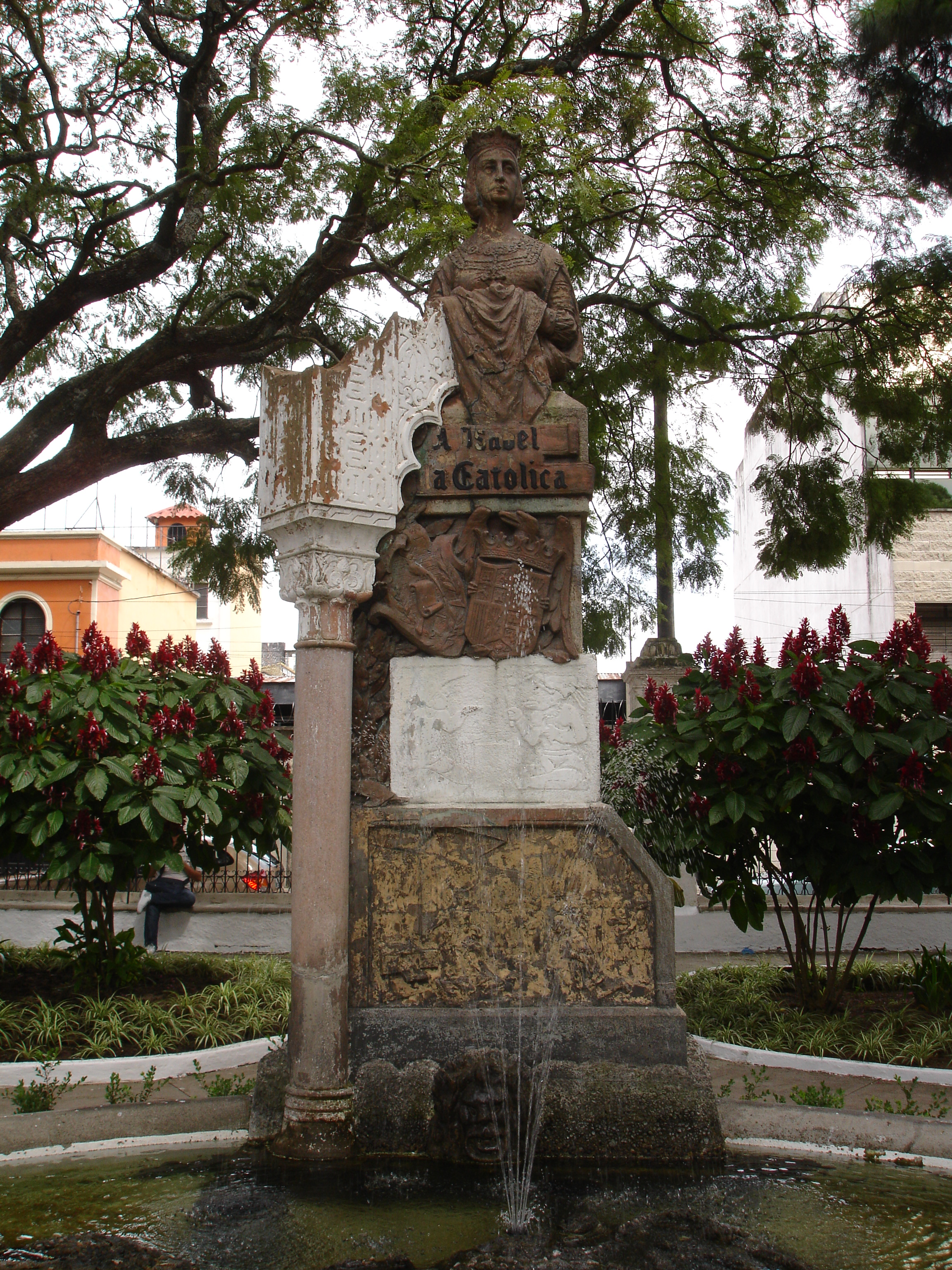
Isabelle I de Castille en 2005.
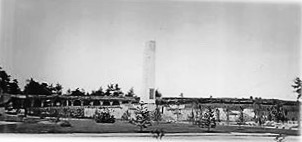
Monument aux fondateurs de l'Amérique centrale (Obelisco a los Próceres), 1935.
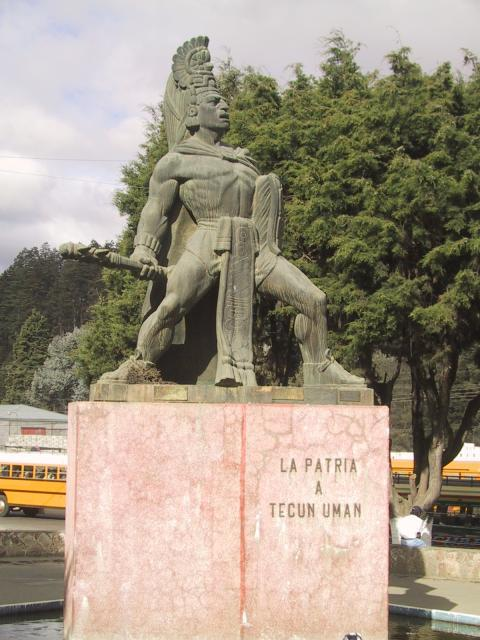
Monument Tecun Uman à Quetzaltenango, 2006.